# Rhapidogyna
Rhapidogyna (лат.) — ископаемый род пчеловидных ос из семейства Temnogynidae. Включает 3 вида. Меловой бирманский янтарь (99 млн лет).

## Описание
Мелкие ископаемые пчеловидные осы, длина тела около 5 мм. Этот род можно распознать по заднему краю переднеспинки с медиальной выемкой, нотаули разделены спереди не менее чем на 4× расстояния между ними, вертекс плоский, в переднем крыле жилка 1m-cu заканчивается на 2-й субмаргинальной ячейке, переднее крыло с сегментом жилки M на 2-й субмаргинальной ячейке такой же длины, как сегмент M на 3-й субмаргинальной ячейке, задняя крыловая жилка M расходится с CuA на cu-a, наружная шпора задней ноги заметно длинная, примерно в 3,2 раза длиннее первого тарзомера, мандибулы самки с заострённой вершиной и тремя маленькими субапикальными зубцами.
Один из древнейших таксонов пчеловидных ос, возраст около 99 млн лет (меловой период).

## Систематика
Известно 3 вида. Род был впервые описан в 2024 году бразильскими энтомологами Брунно Роза и Габриелем Мело (Laboratorio de Biologia Comparada de Hymenoptera, Departamento de Zoologia, Universidade Federal do Parana, Curitiba, Бразилия) под названием Rhabdogyna. Однако это название ранее уже использовалось для рода пауков Rhabdogyna Millidge, 1985 (2 вида, Чили, Linyphiidae), поэтому заместительное название Rhapidogyna было опубликовано позже, в 2024 году.
- †Rhapidogyna Rosa & Melo, 2024
  - †Rhapidogyna festiva (Rosa & Melo, 2024)
  - †Rhapidogyna prima (Rosa & Melo, 2024)
  - †Rhapidogyna elongata (Rosa & Melo, 2024)